# A Dangerous Man
A Dangerous Man (en español Un hombre peligroso) es una película de acción del año 2009 dirigida por Keoni Waxman y protagonizada por Steven Seagal.

## Sinopsis
Tras cumplir seis años en prisión por un crimen que no había cometido, Shane Daniels es absuelto con una disculpa del Estado de Arizona y un acuerdo de  300.000 $. Transcurridas pocas horas en libertad, Shane compra en una licorería una botella de licor, al salir se encuentra a dos sujetos que le ofrecen un carro, dice que no esta interesado pero Shane quiere saber el precio. Los sujetos no se toman bien el comentario, aunque Shane no quiere empezar una pelea, los sujetos empiezan y Shane pelea, utilizando su destreza y dejando malheridos a los sujetos. Shane se da cuenta de que hay una cámara de seguridad, entra a la licorería y saca la cinta, le dice al cajero que cuente hasta 100 para llamar a la policía y presten ayuda a los sujetos. Shane se lleva el automóvil (que los sujetos le estaban vendiendo), maneja hasta un lugar solitario cerca de la carretera. Cuando ve llegar un carro negro y al auto de la policía local, a los pocos minutos ve cómo los ocupantes de origen chino amenazan al oficial de la policía. Al ver esto idea un plan, pero es demasiado tarde el oficial de policial ya esta muerto. Así comienza la trama de la lucha de seguir vivos tras, encontrando la chica en el maletero con un bolso de dinero y huyendo de la policía local que están aliados con los chinos.

## Reparto
| Actor             | Personaje        |
| ----------------- | ---------------- |
| Steven Seagal     | Shane Daniels    |
| Mike Dopud        | Clark            |
| Marlaina Mah      | Tia              |
| Vitaly Kravchenko | Vlad             |
| Jesse Hutch       | Sergey           |
| Terry Chen        | Chen             |
| Byron Mann        | Coronel          |
| Byron Lawson      | Mao              |
| Jerry Wasserman   | Sargento Ritchie |
| Shawn C. Orr      | Sanchez          |
| Vincent Cheng     | Kuan             |
| Aidan Dee         | Esposa de Shane  |

## Producción
- La filmación comenzó en 2009 con una fecha de lanzamiento prevista después de The Keeper.
- Parte de la filmación se hizo en Canadá, la película termina con el paisaje del hotel canadiense  Chateau Lake Louise.